# Emanuelle Cristaldi
Emanuelle Cristaldi (Piombino, 8 de abril de 1973), pseudónimo artístico de Sabrina Barsotti, es una actriz pornográfica y modelo italiana.

## Biografía
Abandonó el bachillerato sin terminar el tercer curso. Más adelante obtiene el diploma de mecanografía y se matricula a los 18 años en el instituto de esteticistas, abriendo un año más tarde un salón de belleza en su ciudad natal. A los 19 años tiene sus primeras relaciones sexuales y, embarazada y creyendo que no estaba en condiciones de tener el bebé, aborta. Unos meses más tarde se casó. Durante una visita a un club nocturno de Follonica, se le ocurrió la idea de actuar también sobre el escenario, iniciando un periodo más transgresor de su vida con actuaciones en varios clubes.
Debutó en el cine erótico-soft, participando en Paprika, de Tinto Brass, y en 1992 se pasó a las películas y espectáculos hardcore.
Desde 2006 es testimonial y responsable de la sección de Piombino de la asociación protectora de animales AIDAA. También es vegetariana y deportista, practicando natación. En las discotecas actúa como DJ bajo el seudónimo de Shangai69.
Como actriz llegó a trabajar con productoras como Anabolic Video, Evil Angel, Sin City, Private, Sinister, FM Video, Stars Pictures o Eurostar, entre otras. Llegó a grabar algo más de 30 películas.
Algunos de sus trabajos fueron Assman 6, Euro Angels 4, EuroFlesh - Inside the Volcano, Private Gold 23 - The Fugitive 2 o Rocco's Cocktales 3.